# 8048 Андрле
8048 Андрле (1995 DB1, 1970 JO, 1990 FL3, 8048 Andrle) — астероїд головного поясу, відкритий 22 лютого 1995 року.
Тіссеранів параметр щодо Юпітера — 3,226.